# Luando
Luando é uma vila e comuna angolana que se localiza na província do Bié, pertencente ao município do Cuemba.
A vila subsiste da agricultura, da pesca no rio Luando (que corta a localidade) e do turismo nas Quedas do Luando, as segundas maiores quedas de água de Angola.